# Massentourismus

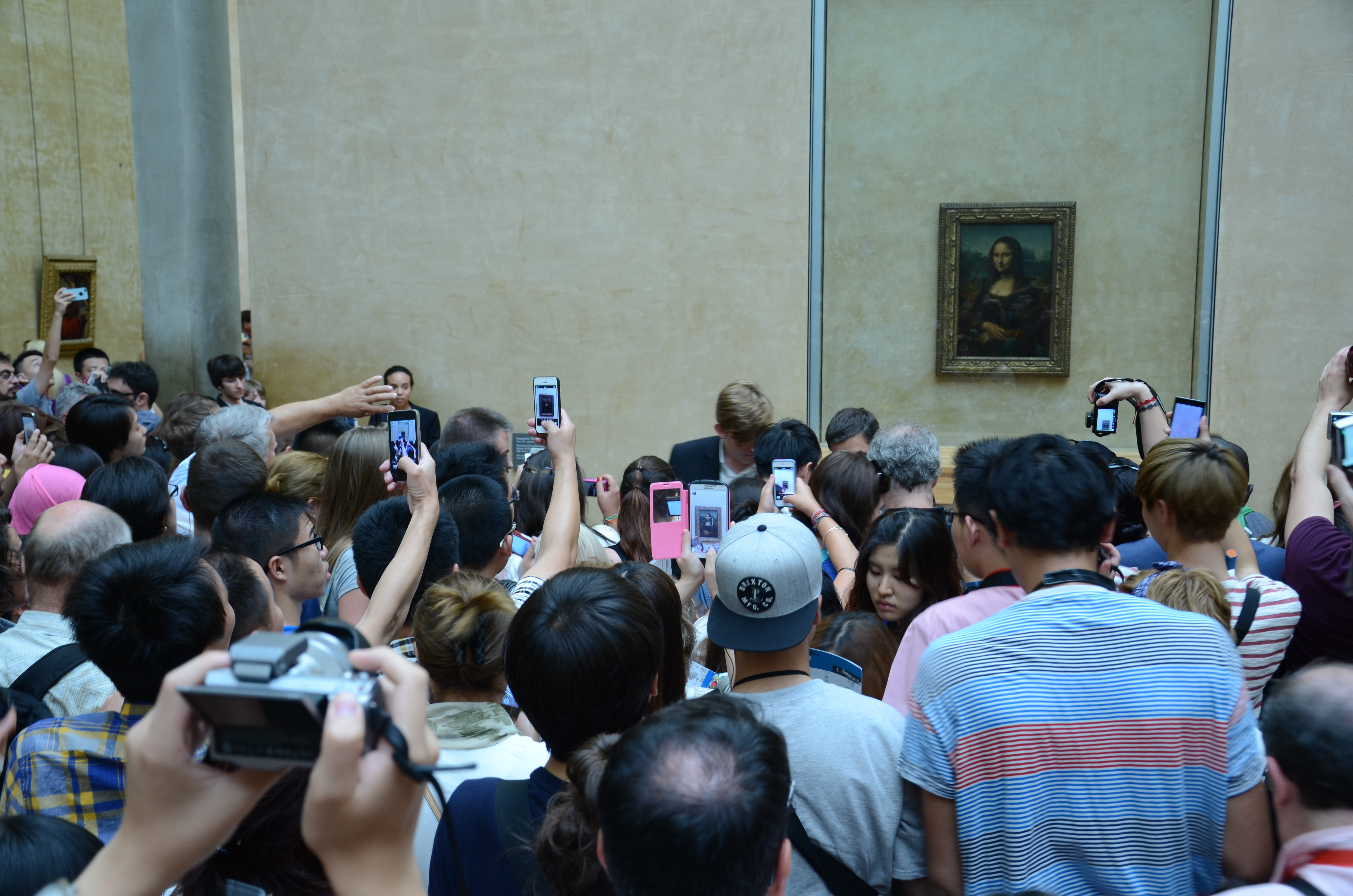
Überfüllung durch Touristen vor der „Mona Lisa“ im Louvre

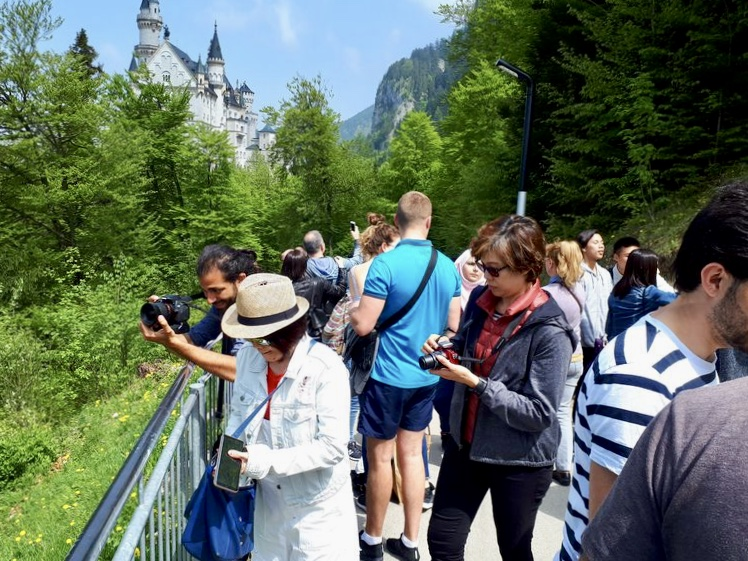
Massentourismus auf dem Wanderweg nach Neuschwanstein 2019

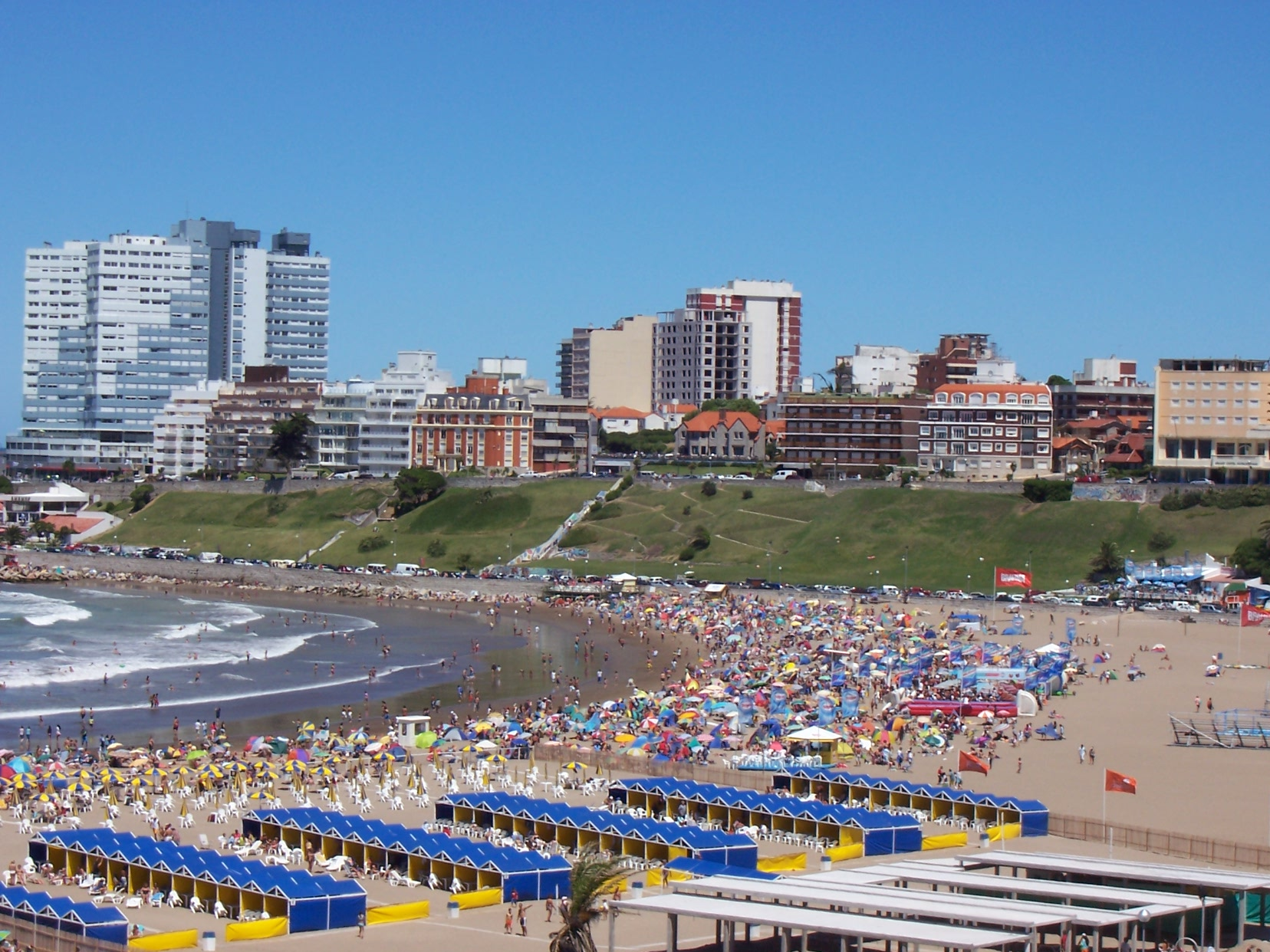
Massentourismus in der Stadt Mar del Plata an der argentinischen Atlantikküste

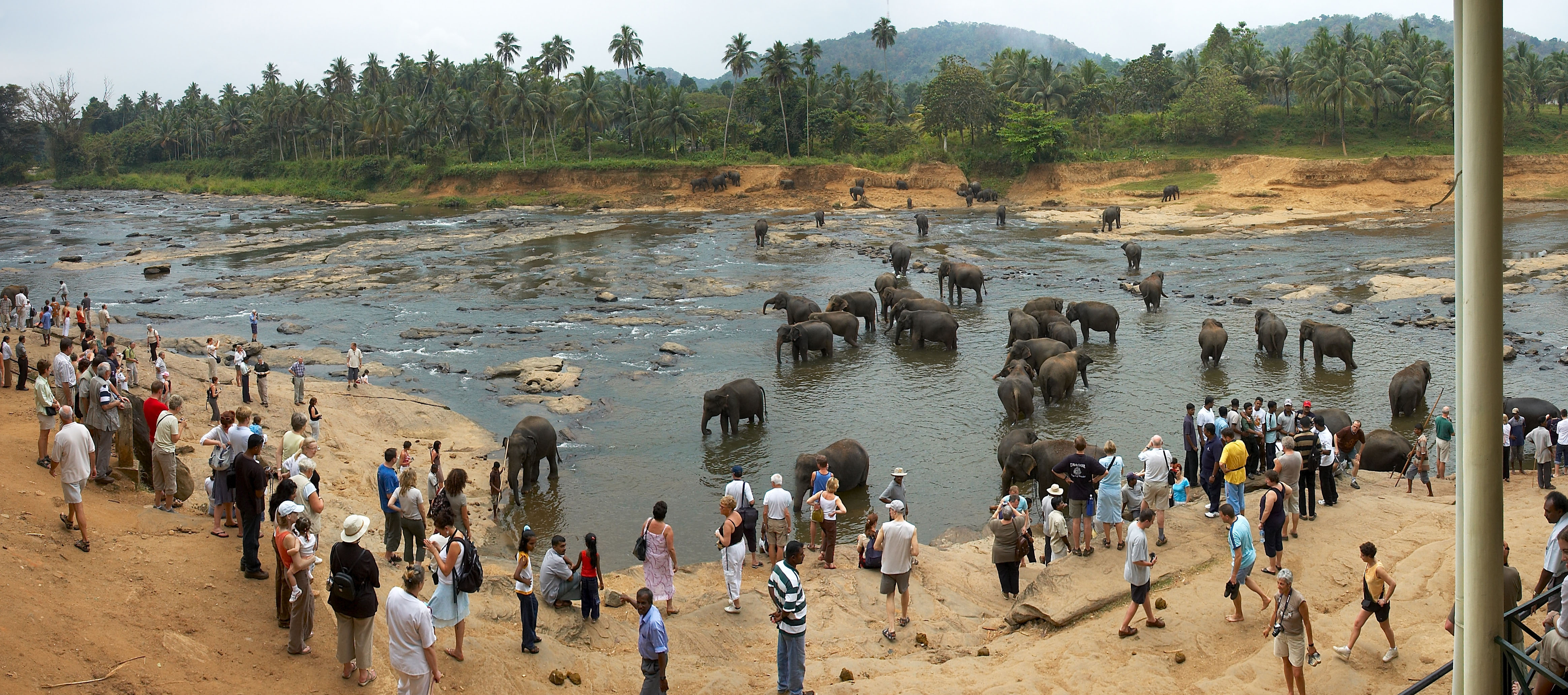
Touristen betrachten Elefanten in Sri Lanka

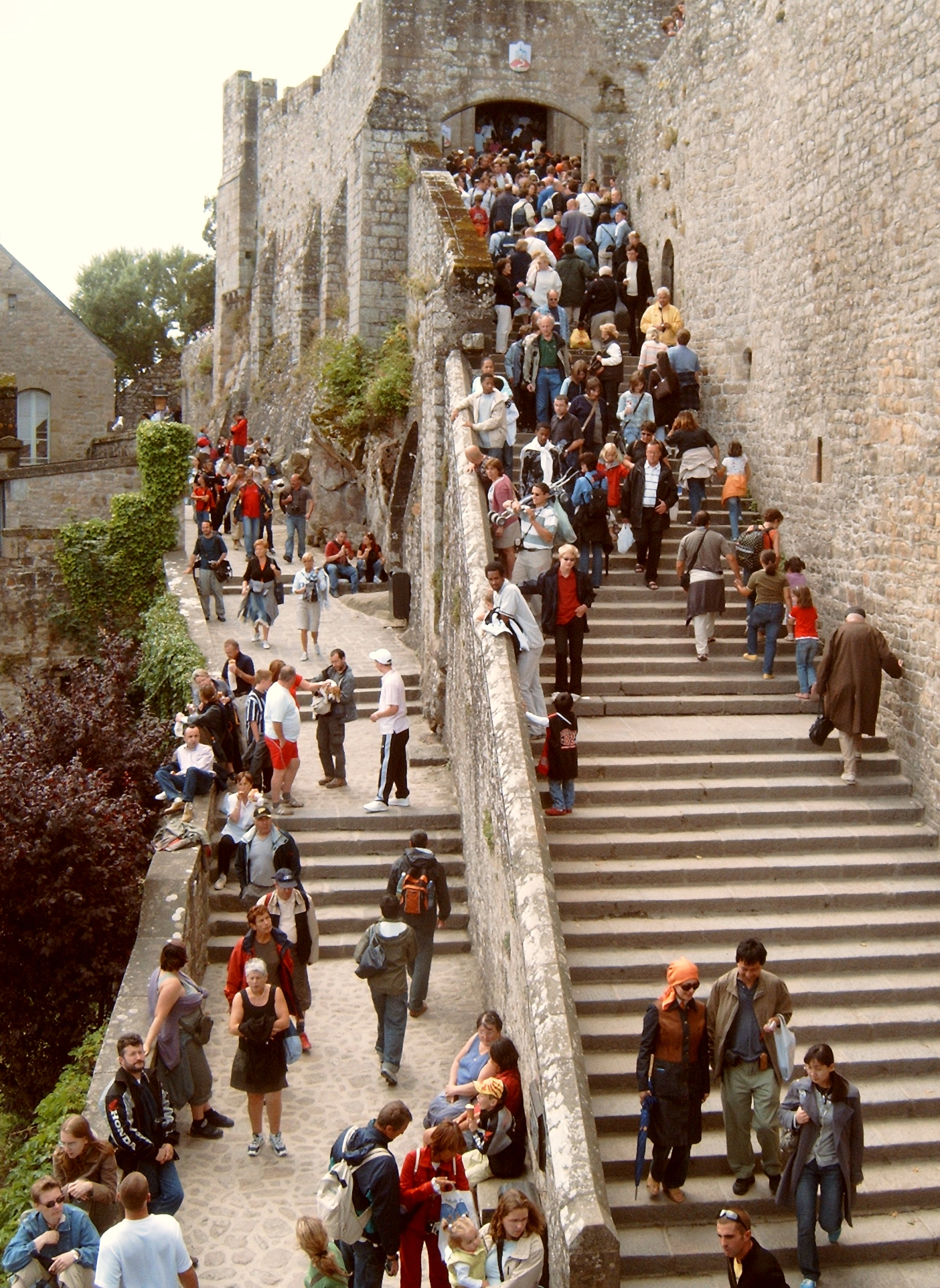
Massentourismus am Mont Saint-Michel (Nordfrankreich)

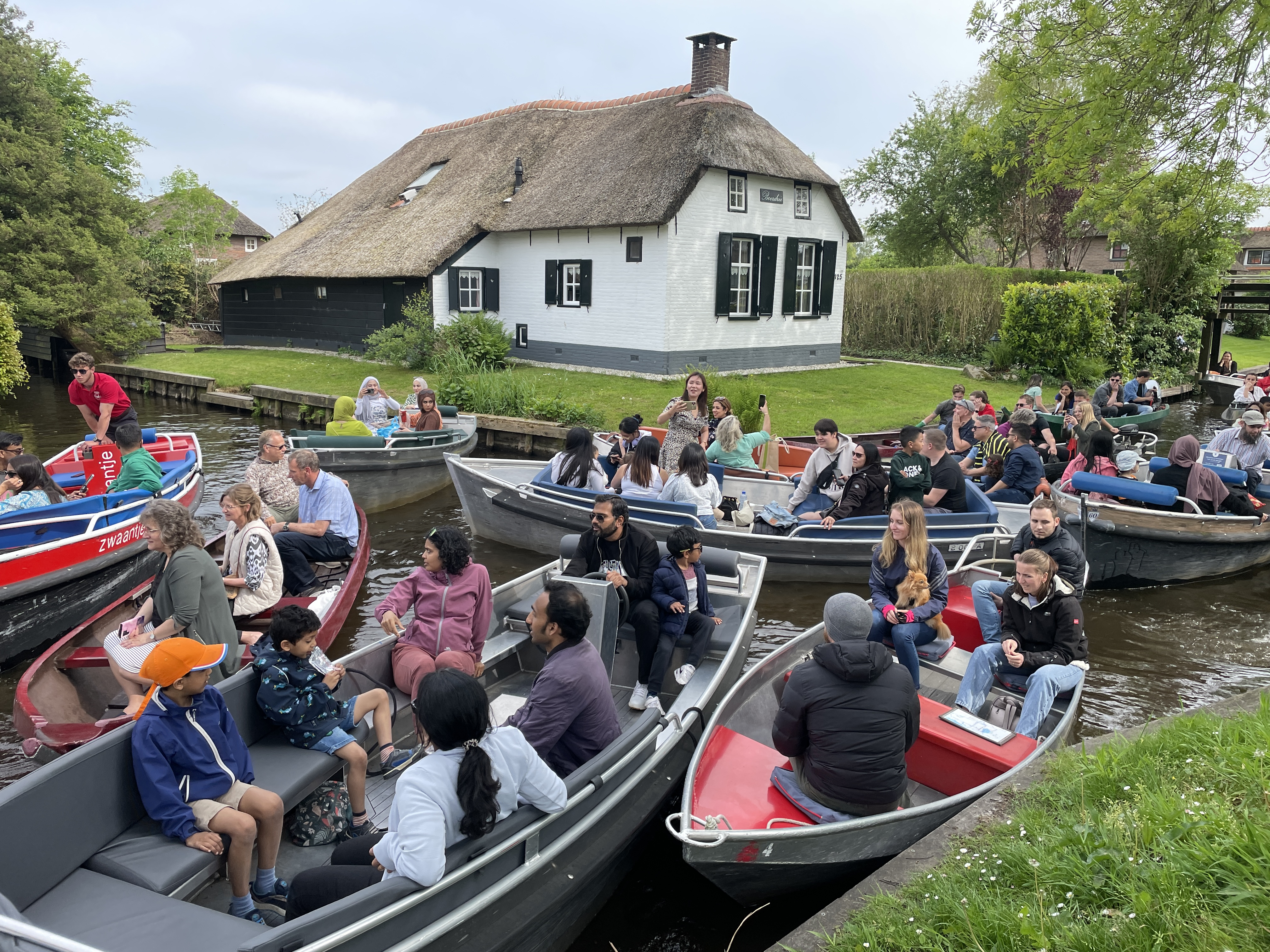
Giethoorn, ein niederländisches Dorf mit ca. 2900 Einwohnern empfängt etwa 1,5 Millionen Touristen pro Jahr.

Unter Massentourismus versteht man im Tourismus eine große Anzahl von Reisenden an einem bestimmten Reiseziel.
Der Massentourismus entsteht gleichermaßen durch Pauschalreisen und Individualreisen, weil sich bei ihnen eine große Vielzahl von Reisenden für dasselbe Reiseziel entscheidet. Massentourismus zeigt sich volkswirtschaftlich durch eine saisonal bedingt hohe Nachfrage nach bestimmten Reisezielen und durch entsprechend hohe Hotelkapazitäten (Großhotels) in den Zielgebieten. Meist ist der Massentourismus dadurch gekennzeichnet, dass in bestimmten Ortschaften oder Regionen saisonal mehr Touristen als einheimische Bevölkerung vorhanden sind. So verzeichnete Mallorca im Jahre 2017 insgesamt 10,3 Millionen Touristen, doch leben hier lediglich 813.729 ständige Einwohner. Extrembeispiel ist Hallstatt im Salzkammergut, dessen 778 Einwohnern täglich etwa 2000 vorwiegend asiatische Tagestouristen gegenüberstehen.
Dass das Angebot manchmal geringer ist als die Nachfrage, zeigt sich durch Überbuchungen bei Flugreisen oder Hotels. Das auch die Überbuchungen regelnde Reiserecht entstand nicht zuletzt durch den aufkommenden Massentourismus, der sich in Deutschland zu einem wichtigen Wirtschaftsfaktor entwickelte, sodass sich der Gesetzgeber genötigt sah, den bisher im Gesetz nicht geregelten Reisevertrag als eigenständigen Vertragstyp zu berücksichtigen. Der Reisevertrag ist daher seit Januar 1979 in § 651a Abs. 1 BGB geregelt.
Betroffene Reiseziele sind in besonderem Maße Badeorte, etwa an den europäischen und insbesondere spanischen Mittelmeerküsten sowie den südamerikanischen Küsten, und Skigebiete, insbesondere in den Zentralalpen. Aber auch klassische Kulturreiseziele sind Orte des Massentourismus; Beispiele sind etwa Venedig oder der Eiffelturm. Besonders an den Badeorten entsteht Massentourismus vor allem durch Pauschalreisende, da die damit verbundene professionelle Organisation die Unterbringung großer Touristenzahlen auf engem Raum gegenüber dem Individualtourismus erleichtert.
Urlaubsorte, die primär aus großen Hotelbauten bestehen, in Badeorten wie etwa auch in Skigebieten weltweit, werden umgangssprachlich auch abwertend als Bettenburgen bezeichnet (vergl. Problem der kalten Betten).

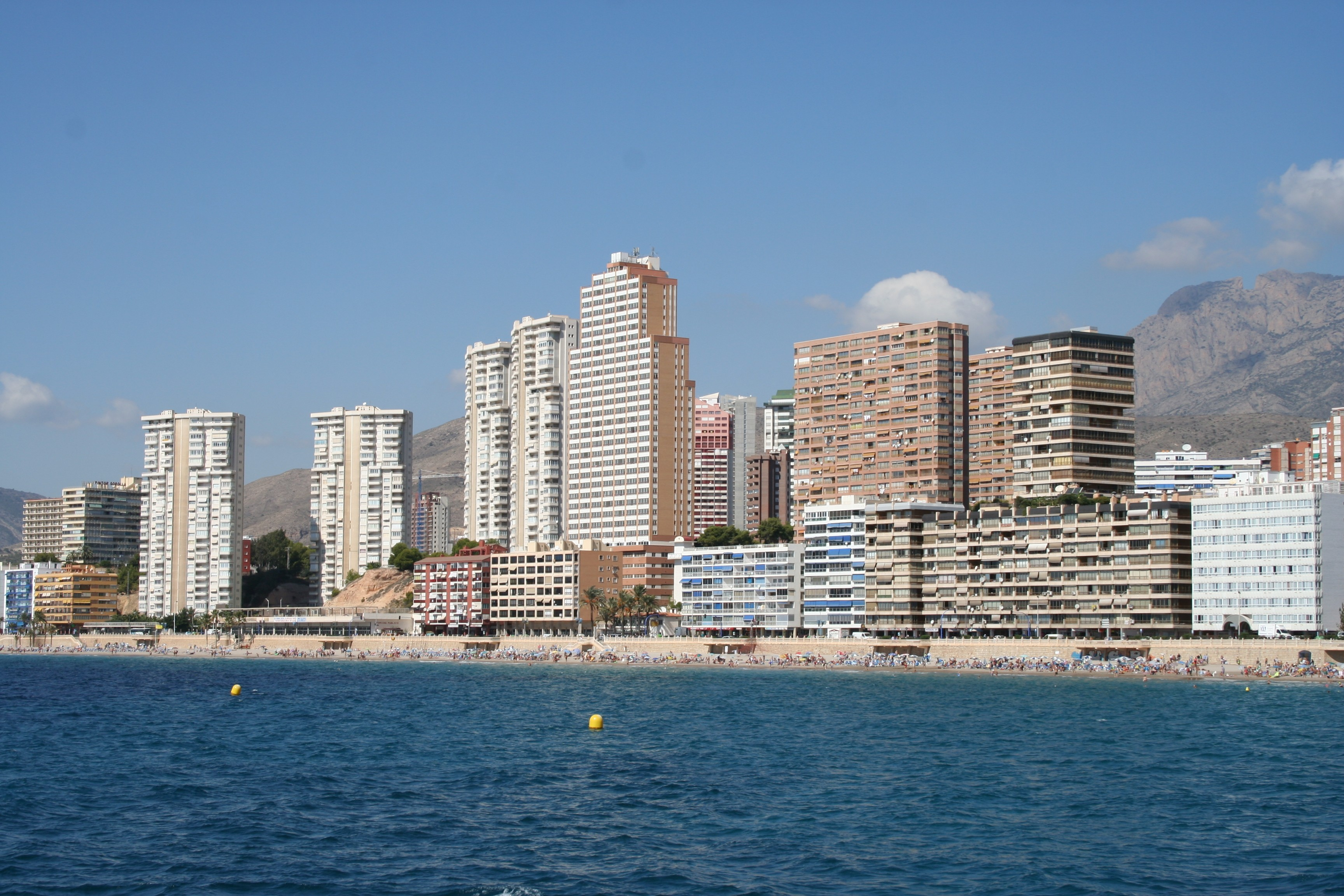
"Bettenburgen" am Strand von Benidorm, Spanien

Der Mittelmeerraum ist die wichtigste Reisegegend der Welt, mehr als 220 Millionen Urlauber besuchten diese Region im Jahr 2003. Es wurde geschätzt, dass die Zahl der Urlauber in diesem Gebiet bis 2020 auf ca. 350 Millionen anwachsen würde, tatsächlich ging man 2021 von knapp 400 Millionen Touristen im Mittelmeerraum aus.
Wo Massentourismus aus verschiedenen Herkunftsländern aufeinander trifft, bildet sich oft ein Muster von Orten, die jeweils von einer Sprachgruppe dominiert werden, etwa auf Mallorca oder den Kanarischen Inseln. 2024 wird von zahlreichen Maßnahmen gegen den Massentourismus berichtet.
Die Steigerung von Massentourismus wird oft als „Übertourismus“ bezeichnet.

## Geschichte
Anno 1837 verglich Heinrich Wenzel den aufkommenden Massentourismus mit einem Heuschreckenschwarm, als er die Masse der Engländer beschrieb, die „den Rhein, die Schweiz und Italien durchziehen“. Als erste Pauschalreise gilt die von dem Baptistenprediger Thomas Cook am 5. Juli 1841 organisierte Bahnreise für 570 englische Arbeiter von Leicester nach Loughborough, in der die Kosten für die Fahrt und die Verpflegung im Preis inbegriffen waren. Bis 1854 baute Cook das Reisegeschäft aus und machte es zu seinem alleinigen Unterhalt. Die erste Auslandspauschalreise organisierte Cook am 17. Mai 1861 für englische Arbeiter per Bahn und Schiff nach Paris. Cooks 7-tägige Pauschalreise bestand aus im Voraus zu bezahlenden Kupons für Fahrt, Unterkunft und Verpflegung. Er propagierte die Eisenbahnreise für eine Masse von Kunden (englisch „Railways for the Millions“).
Als das erste Reisebüro gilt das von Karl Riesel (1829–1889) im Jahre 1854 eröffnete Geschäft, das Gesellschaftsreisen anbot. Motiviert durch Cooks Erfolge gründeten die Brüder Carl (1833–1911) und Louis Stangen (1828–1876) im Jahre 1863 Reisebüros in Breslau und Berlin, wo sie „Separat-Kurierzüge“ als Vorläufer der heutigen Reisesonderzüge einführten. Im Dezember 1869 organisierte Stangen die erste Reisegruppe anlässlich der Eröffnung des Suezkanals. Ludwig Pietsch bezeichnete die Brüder 1871 als die „Führer ganzer Völkerwanderungen“. Ab 1889 gab es durch Hapag-Lloyd erste Gesellschaftsreisen mit Musikdampfern, vor allem Bade- und Erholungsreisen etablierten sich ab etwa 1900. In Deutschland kamen durch Reisebüros vermittelte Reisen um 1898 verstärkt auf. Sie warben mit Pauschalreisen „à la Cook“ und lehnten sich an den britischen Marktführer an. Hapag-Lloyd erwarb 1905 das Reisebüro Stangen. Im Jahre 1907 gab es bereits etwa 120 deutsche Reisebüros. Ihre Pauschalreisen konnten jedoch zunächst nur von vermögenden Bevölkerungsschichten genutzt werden.
1933 bis 1945 war mit dem Amt für Reisen, Wandern und Urlaub die Kraft durch Freude, eine Unterabteilung der DAF, der größte Reiseveranstalter. Gigantische Bauvorhaben wie das Ostseebad Prora, das 20.000 Touristen hätte Platz bieten sollen, blieben teils unvollendet.
Zu Beginn der 1960er-Jahre gab es in Deutschland etwa 220 Reiseveranstalter. Josef Neckermann erweiterte 1961 die Angebotspalette seines Versandhauses Neckermann Versand KG um „Urlaubsreisen für Jedermann“. Der erste Reisekatalog, eine sechsseitige Broschüre als Faltblatt, erschien 1963 als Beilage zu seinem Versandhauskatalog. Hierin bot er in Zusammenarbeit mit dem Schweizer Ferienunternehmen Hotelplan erstmals Flugreisen (mit der Vickers Viscount 814) nach Spanien, Tunesien und Jugoslawien an, knapp 18.000 Buchungen gingen ein. „Neckermann bot Pauschalreisen so günstig an wie bis dahin Lampen oder Haushaltswaren. 14 Tage Mallorca für 338 DM. Flug. Hotel. Vollpension. Alles inbegriffen eben.“
Erste Kritik kam Anfang der 1970er-Jahre auf: Spanien hatte 1973 ebenso viele Urlauber wie Einwohner. Fünfzig Jahre später war Spanien mit einem weltweiten Anteil von fast zehn Prozent das am stärksten frequentierte Reiseziel überhaupt.
Der Massentourismus des 20. Jahrhunderts konnte vor allem durch Pauschalreisen ermöglicht werden, weil Reiseveranstalter ihre Reisepreise auch dank ihrer Verhandlungsmacht bei Flugbuchungen oder Hotels senken konnten, sodass auch Geringverdiener in den Genuss dieser Reiseform kamen. Dazu entstanden große Reiseveranstalter wie 1968 die Touristik Union International GmbH & Co. KG – später TUI AG. In Deutschland entstand im Dezember 1978 als Reaktion auf den ständig zunehmenden Pauschaltourismus ein neues Reiserecht, dem die bisher anzuwendenden Regelungen des Kaufvertragsrechts des BGB nicht gewachsen waren. Der bisher hierin nicht geregelte Reisevertrag avancierte zum wichtigsten Vertragstypen des Massentourismus.

## Wirtschaftliche Aspekte
In der Volkswirtschaftslehre wirkt der Massentourismus wie die Massenproduktion, es gilt auch für ihn das Gesetz der Massenproduktion. Führende Reiseveranstalter sind Großunternehmen, zu deren Gunsten Skaleneffekte wirken. Denn die Produktionsmenge (Umsatzerlöse) kann bei ihnen stärker steigen als die eingesetzten Produktionsfaktoren (Skalenelastizität > 1). Es stellen sich dadurch sinkende Grenzkosten ein, die – bei konstanten Preisen – zu steigenden Gewinnen oder – bei konstanten Gewinnmargen – zu Preissenkungen führen. Das ist – neben der Verhandlungsmacht der Reiseveranstalter – der Grund, warum die Reisepreise seit Jahrzehnten stets tendenziell gesunken sind.
Für die Reiseländer, in denen sich die Reiseziele des Massentourismus befinden, stellt der Massentourismus eine bedeutsame Quelle für Deviseneinnahmen dar. Er wirkt für diese Staaten wie ein Export, denn er erhöht in dessen Dienstleistungsbilanz die Deviseneinnahmen. Zu den Deviseneinnahmen gehören die Preise für Flugtickets, Hotels, Ausflüge oder sonstige Dienstleistungen vor Ort, sofern diese Unternehmen ihren Geschäftssitz im Reiseland haben. Zudem fördert der Massentourismus die Beschäftigung, trägt also zur Verringerung der Arbeitslosigkeit und der Arbeitslosenquote bei. Dies wiederum sorgt für eine Entlastung des Staatshaushaltes durch sinkende Transferleistungen und zur Erhöhung des Konsums und der Investitionen im Reiseland, woraus sich wiederum höhere Steuereinnahmen ergeben.
Da der Massentourismus weltweit durch Hochsaison oder Nebensaison geprägt ist, gilt er in den hiervon betroffenen Staaten als zyklisch, sodass die Saisonbetriebe (wie Hotels oder sonstige Dienstleister) überwiegend mit Saisonarbeitern und einer geringen Stammbelegschaft wirtschaften.

## Soziokulturelle Aspekte
Massentourismus verschärft nicht nur quantitativ-proportional die allgemein mit dem Tourismus verbundenen negativen Auswirkungen, sondern bringt für das Gastland auch qualitativ Beeinträchtigungen mit sich, insbesondere in Form einer Verdrängung oder Überlagerung der autochthonen Kultur und einer Verschiebung der Bevölkerungsstruktur in den Tourismusgebieten. So verschob sich z. B. die Bevölkerungsstruktur von Mallorca dramatisch. Während die Insel vor 1960 ein Abwanderungsgebiet war, wurde sie danach zum Zuwanderungsgebiet. Im Jahre 1991 bestand die Bevölkerung Mallorcas zu 25 % aus Einwanderern von außerhalb der Balearen und zu 4 % aus Ausländern. Dabei liefert der Tourismus 45 % der Wirtschaftsleistung Mallorcas. In Großstädten, wie z. B. Prag, verdrängen die für die Tourismusinfrastruktur nötigen Hotels, Gaststätten, Appartementanlagen usw. die Einwohner, da viele Mietshäuser aufgekauft werden, um sie entsprechend umzubauen.
Auswirkungen durch Massentourismus ergeben sich nicht nur auf das materielle, sondern auch auf das immaterielle Kulturerbe eines Zielgebietes. Durch die Veränderungen von Ausdrucksformen und Bedeutungsinhalten werden sozio-kulturelle Identitäten beeinflusst.
Die Verdrängung der lokalen Kultur hängt insbesondere mit dem spezifischen Interessen- und Bedürfnisspektrum der Massentouristen zusammen, die reisesoziologisch häufig dem sogenannten Integrations-, Aktions- oder Harmoniemilieu zuzurechnen sind (vgl. hierzu Reisemotivation). Die Betreffenden sind primär weniger an der Kultur und Eigenart des Gastlands interessiert als am Vorfinden von Zuhause vertrauter Strukturen. Dementsprechend bieten die Restaurants an Orten des Massentourismus verstärkt Speisen aus den Herkunftsländern der Gäste an; das Personal spricht deren Sprache; an den Kiosken sind fremdsprachige Zeitungen erhältlich. Bisweilen lassen sich sogar Ärzte, Anwälte und andere Dienstleister aus der Heimat der Touristen nieder. Auf die Spitze getrieben wird diese Entwicklung in sogenannten Resorts, Ferienanlagen, in denen den Gästen oft eine geschlossene, vom Gastland separierte Parallelwelt geboten wird.
Um die negativen Auswirkungen des Massentourismus zu beschränken, hat die Welttourismusorganisation 1999 einen Globalen Ethik-Kodex für den Tourismus verabschiedet. Der Massentourismus kann zum Overtourism führen, wenn es zu Konflikten zwischen Einheimischen und Touristen kommt.

## Ökologische Aspekte
Weitgehend negativ fällt für den Massentourismus die Ökobilanz aus. Abgesehen von der Umweltbelastung durch den Flugverkehr oder Kreuzfahrtschiffe hinterlässt der Tourismus erhebliche Umweltverschmutzungen an Stränden, in Meeren und in den Touristenorten. Die Reisezielländer bauen touristische Infrastrukturen auf, die sie für sich selbst nicht benötigen würden (Fehlallokation). Teilweise adaptiert die einheimische Bevölkerung Sitten und Gebräuche der Touristen, die sie selbst nicht kennt. Die Nachhaltigkeit des Massentourismus ist nicht gesichert, er kann aus Sicht der Suffizienz als problematisch angesehen werden, sodass eine Selbstbeschränkung notwendig ist. Werden ökologische Anforderungen durch den Tourismus erfüllt, spricht man vom Ökotourismus.
Gegensatz zum Massentourismus ist ein sanfter Tourismus, der erstmals 1977 propagiert wurde und 1982 erstmals vollständig als ökologische Alternative vorgestellt wurde.

## Massentourismus in Literatur und Kunst
Johann Wolfgang von Goethes Italienische Reise ist ein Reisebericht, in dem er seinen Italienaufenthalt zwischen September 1786 und Mai 1788 beschreibt. Sein Reisebericht animierte den später aufkommenden Massentourismus. Der im November 1978 veröffentlichte Kinofilm Die Strandflitzer versteht sich als Parodie auf den damals neu entstandenen Cluburlaub à la Club Méditerranée und kritisierte ironisch die Auswirkungen des Massentourismus. Ein satirisches Bild vom modernen Massentourismus zeichnete Gerhard Polt im Film Man spricht deutsh (Februar 1988). Der von Bernd Eichinger produzierte Film Ballermann 6 (1997) thematisiert den deutschen Massentourismus am Ballermann auf Mallorca.
Unter anderem schlug sich die Kritik am Massentourismus auch in dem 2008 vom ORF produzierten Hörspiel „Mit Tränen füllt man keine Betten“ des österreichischen Volkskundlers, Bergbauern und Mundartdichters Hans Haid nieder. Der Roman Liv (2017) von Kevin Kuhn folgt einer jungen Backpackerin und zeigt den Massentourismus im digitalen Zeitalter.

## Statistik
Die Bedeutung des Massentourismus für die Volkswirtschaft eines Reiseziellandes zeigt sich in seinem Anteil am Bruttoinlandsprodukt. Je höher dieser Anteil ist, umso abhängiger ist die wirtschaftliche Entwicklung des Reiseziellandes von Schwankungen des Massentourismus. Der Tourismus hatte im Jahre 2017 in Griechenland einen Anteil am Bruttoinlandsprodukt von 19,7 %, es folgten Marokko (18,6 %), Portugal (17,3 %), Spanien (14,9 %), Tunesien (14,2 %), Italien (13,0 %), Türkei (11,6 %), Deutschland (10,7 %) oder das Vereinigte Königreich (10,5 %). Sie liegen damit teilweise weit über dem weltweiten Durchschnitt von 10,4 %. In Deutschland waren 2015 2,92 Millionen Arbeitnehmer in der Touristik-Branche beschäftigt, das sind 6,8 % der gesamten Beschäftigung.